# Mavrothálassa
Mavrothálassa (Mavrothalassa) är en ort i Grekland.   Den ligger i prefekturen Nomós Serrón och regionen Mellersta Makedonien, i den nordöstra delen av landet, 300 km norr om huvudstaden Aten. Mavrothálassa ligger 24 meter över havet och antalet invånare är 1 572.
Terrängen runt Mavrothálassa är platt åt nordost, men åt sydväst är den kuperad.Runt Mavrothálassa är det glesbefolkat, med 19 invånare per kvadratkilometer. Närmaste större samhälle är Asproválta, 18,5 km söder om Mavrothálassa. Trakten runt Mavrothálassa består till största delen av jordbruksmark.